# ميناء رأس عيسى
ميناء رأس عيسى يقع هذا الميناء على البحر الأحمر في محافظة الحديدة كخزان عائم مؤهل لتحميل وشحن السفن بالنفط الخام لأغراض التصدير. يتم ضخ نفط مأرب / الجوف (القطاع 18 بمأرب) الخفيف ونفط قطاع جنة (قطاع 5)، وبعض الحقول المجاورة، إلى هذا الميناء عبر خط أنابيب النفط مأرب - رأس عيسى لمسافة 439 كيلو مترا، منها 9 كيلو متر في المغمورة ليرتبط بالباخرة «صافر» بالبحر الأحمر. سعته التخزينية 3 ملايين برميل، وقطر الأنبوب (24-26) بوصة. هو أول ميناء تم إنشاؤه وضخ النفط إليه في اليمن، حيث بدأ العمل عام 1985م / 1986م  تقوم شركة صافر اليمنية للنفط بتشغيل الميناء. يبلغ أدنى معدل ضخ 15 ألف برميل في الساعة وأقصى معدل ضخ من (55-60) ألف برميل في الساعة.

## الموقع
ترسو الباخرة صافر في موقع يبعد 4.8 ميلاً بحرياً عن شاطئ رأس عيسى الذي يبعد حوالي 60 كم شمال مدينة الحديدة على ساحل البحر الأحمر.

## نظام العدادات
نظام العدادات المستخدم لقياس النفط المصدر يتكون من:
1. عدادات توربينية (Turbine meter) مقاس 16 بوصة وبطاقة تدفق قصوى قدرها 25 ألف برميل في الساعة لكل عداد.
2. أنبوب معايرة قطره 42 بوصة يستخدم لمعايرة العدادات لايجاد معامل تصحيح العدادات عند التصدير.
3. جهاز سحب عينات (جيسكوت).

## الطاقة التخزينية
يحتوي الميناء على 34 خزاناً مختلفة الأحجام طاقتها التخزينية الكلية تبلغ 3 ملايين برميل تقريباً.

## قوانين الميناء

### ابعاد الناقلات المقبولة
أبعاد الناقلات المقبولة للتحميل في ميناء رأس عيسى:
يسمح للناقلة أن تشحن من ميناء رأس عيسى بحيث:
1. أن لا يزيد طولها الكلي عن 1150 قدماً (350.6 مترا)
2. أن لا يزيد الجزء الغير غاطس عن 60 قدماً (18.3م)
3. أن لا يزيد غاطسها عن 10 قدم (3 متر)
4. أن لا تزيد حمولتها الساكنة عن 307 ألف طن متري.